# Brookfield (Wisconsin)
Brookfield é uma cidade localizada no estado norte-americano de Wisconsin, no Condado de Waukesha.

## Demografia
Segundo o censo norte-americano de 2000, a sua população era de 38.649 habitantes. 
Em 2006, foi estimada uma população de 39.613, um aumento de 964 (2.5%).

## Geografia
De acordo com o United States Census Bureau tem uma área de 
70,6 km², dos quais 70,4 km² cobertos por terra e 0,2 km² cobertos por água.

## Localidades na vizinhança
O diagrama seguinte representa as localidades num raio de 12 km ao redor de Brookfield. 